# Chronik der DDR (1971–1980)
Chronik der DDR (1971–1980) beschreibt einzelne Ereignisse in der DDR zwischen 1971 und 1980. Sie ergänzt den Hauptartikel Geschichte der Deutschen Demokratischen Republik.

## Übersicht
Die 1970er Jahre sind geprägt durch die Amtsführung von Erich Honecker seit 1971. Ihm gelingt eine internationale Anerkennung der DDR mit dem Grundlagenvertrag mit der Bundesrepublik 1972 und der Aufnahme in die UNO 1973.
In den ersten Jahren entstehen unter liberalisierten Bedingungen wichtige Filme und Bücher.
Nach der Ausbürgerung von Wolf Biermann 1976 verlassen viele DDR-Künstler das Land und die Kulturpolitik wird restriktiver.

## 1971
1971 wird Erich Honecker zum Ersten Sekretär der SED gewählt. Es kommt zu neuen sozialpolitischen Maßnahmen, wie Preissenkungen, Lohn- und Rentenerhöhungen. Es werden Verhandlungen mit West-Berlin und der Bundesrepublik über verschiedene Bereiche geführt. Über 17.000 Menschen verlassen die DDR in den Westen.
Am 1. Januar werden die Ergebnisse der Volks-, Berufs-, Wohnraum und Gebäudezählung veröffentlicht: Die DDR hat zum Stichtag 17.053.699 Einwohner.
Am 21. Januar bitten 12 von 20 Mitglieder und Kandidaten des Politbüros den KPdSU-Generalsekretär Leonid Breschnew um die Ablösung von SED-Vorsitzenden Walter Ulbricht.
Am 29. Januar werden Preissenkungen und Verbesserungen in der Rentenversicherung durch den Ministerrat beschlossen. Ab dem 1. Februar werden die Preise für über 1.800 Produkte gesenkt, vor allem von Bekleidung und Industriewaren. Ab dem 1. März werden die Leistungen der Sozialversicherung im Krankheitsfall erhöht und die Bedingungen der Rentenversicherung verbessert. 
Am 31. Januar werden die Telefonverbindungen zwischen Ost- und West-Berlin nach 18 Jahren durch die DDR wieder hergestellt.
Am 3. Februar wird die Erhöhung der Mindestbruttolöhne durch den Ministerrat der DDR beschlossen.
Am 11. Februar gehört die DDR zu den Erstunterzeichnern des Vertrages über das Verbot der Stationierung von Kernwaffen und anderen Massenvernichtungswaffen auf dem Meeresboden.
Am 24. Februar wird die Aufnahme von Verhandlungen zwischen der DDR und West-Berlin durch den Vorsitzenden des Ministerrats der DDR, Willi Stoph an den Regierenden Bürgermeister von Berlin (West), Klaus Schütz angeboten. Am 6. März beginnen die Verhandlungen.
Am 16. März nehmen die DDR und Chile diplomatische Beziehungen auf; seitdem haben 28 Staaten die DDR offiziell anerkannt.
Am 3. Mai wird Erich Honecker als Nachfolger von Walter Ulbricht zum Ersten Sekretär des ZK der SED auf der 16. Tagung des ZK gewählt.
Vom 25. bis 29. Mai findet das IX. Parlament der FDJ mit über 2000 Delegierten und 62 ausländischen Delegationen in Berlin statt.
Am 30. Mai findet erstmals das Dixieland-Festival in Dresden statt. Es entwickelt sich bald zu einem der populärsten Musikfestivals in der DDR.

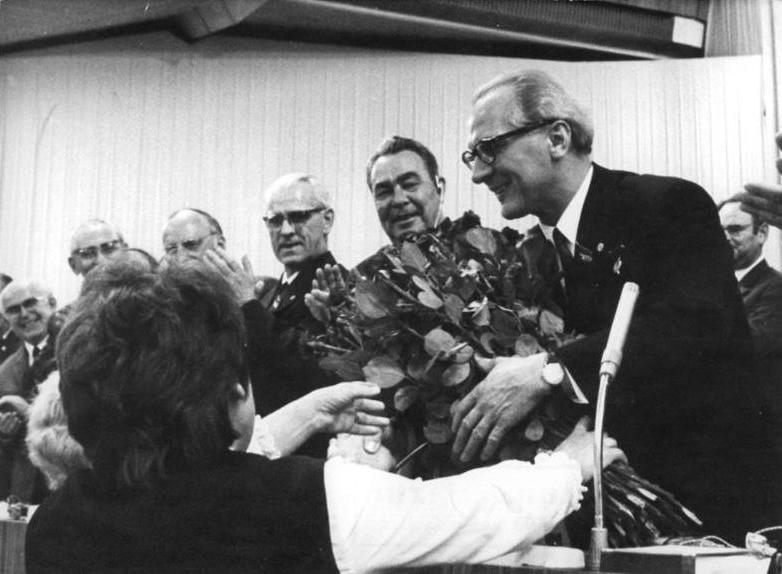
Erich Honecker erhält Glückwünsche auf dem VIII. Parteitag der SED zu seiner Wahl zum Ersten Sekretär

Vom 15. bis 19. Juni findet der VIII. Parteitag der SED mit 2131 Delegierten und 93 ausländischen Delegationen in Berlin statt. Er formuliert als neue Hauptaufgabe die „Einheit von Wirtschafts- und Sozialpolitik“ und verabschiedet die Direktive für den neuen Fünfjahrplan 1971–1975.
Am 24. Juni wird Erich Honecker zum neuen Vorsitzenden des Nationalen Verteidigungsrates der DDR als Nachfolger von Walter Ulbricht durch die Volkskammer gewählt.
Am 3. September wird das Viermächteabkommen über Berlin durch die USA, die UdSSR, Großbritannien und Frankreich unterzeichnet. Es regelt vor allem den Status von West-Berlin.
Vom 18. bis zum 20. September wird ein Vertrag über den pass- und visafreien Verkehr zwischen der DDR und der Volksrepublik Polen während eines Besuchs einer Partei- und Regierungsdelegation unter der Leitung von Erich Honecker in Warschau unterzeichnet.
Am 30. September wird ein Protokoll über Postverhandlungen zwischen der Bundesrepublik und der DDR unterzeichnet. Es kommt zu Verbesserungen im innerdeutschen Postverkehr.
Vom 19. bis 21. Oktober findet das erste Internationale Schlagerfestival in Dresden statt.
Am 21. Oktober wird die Förderung des privaten Wohnungsbaus ab 1972 durch den Ministerrat beschlossen.
Am 14. November finden Wahlen zur Volkskammer und zu den Bezirkstagen statt. Offiziell werden 99,85 % der Stimmen für die Kandidaten der Nationalen Front abgegeben.
Am 18. November wird ein Preisstopp für Konsumgüter und Dienstleistungen bis 1975 durch das ZK der SED und den Ministerrat beschlossen.
Am 26. November werden erleichterte Reisebedingungen zwischen der DDR und Rumänien beschlossen. Eine persönliche Einladung ist nun nicht mehr nötig.
Am 26. November findet die konstituierende Sitzung der Volkskammer statt. Zum Präsidenten wird wieder Gerald Götting (CDU) gewählt, zum Vorsitzenden des Staatsrates Walter Ulbricht. Am 29. November werden der Ministerrat mit dem Vorsitzenden Willi Stoph, sowie das Oberste Gericht und der Generalstaatsanwalt der DDR gewählt.
Am 17. Dezember wird ein Abkommen über den Transitverkehr zwischen der Bundesrepublik und West-Berlin durch das Territorium der DDR durch Vertreter der DDR und der Bundesrepublik unterzeichnet. Es tritt am 3. Juni 1972 in Kraft.
Am 20. Dezember wird ein Gesetz über den Fünfjahrplan 1971 bis 1975 durch die Volkskammer verabschiedet.
Am 20. Dezember werden ein Gebietsaustausch und Regelungen über den Besucherverkehr zwischen Vertretern der DDR und dem Senat von West-Berlin vereinbart.

## 1972
1972 schließt die DDR den Grundlagenvertrag mit der Bundesrepublik und kann dadurch erstmals auch diplomatische Kontakte zu weiteren westlichen Ländern aufnehmen. Bei den Olympischen Spielen darf sie erstmals mit einer vollständig eigenständigen Mannschaft antreten. Bei einer umfassenden Amnestie wird der größte Teil der Inhaftierten freigelassen.
Am 1. Januar wird pass- und visafreier Reiseverkehr zwischen der DDR und Polen eingeführt, sowie am 15. Januar mit der ČSSR.
Vom 3. bis 13. Februar finden die Olympischen Winterspiele in Sapporo statt. Die DDR darf erstmals mit eigener Fahne und Hymne teilnehmen und wird zweiterfolgreichste Mannschaft.
Am 8. Februar 1972 beschließt das Politbüro der SED die Überführung der aller in der DDR noch existierenden Privatunternehmen mit mehr als 10 Mitarbeitern in Volkseigentum. Am 13. Juli 1972 meldet Erich Honecker dazu Leonid Breschnew den Vollzug: die Enteignung von 11.800 Privat- und Familienbetrieben. Diese hatten zuvor einen Anteil von 15 Prozent an der Industrieproduktion.
Seit dem 11. Februar gibt es das „Fernsehen der DDR“ statt bisher den Deutschen Fernsehfunk.
Am 9. März wird das Gesetz über die Unterbrechung der Schwangerschaft durch die Volkskammer beschlossen. Dabei gibt es erstmals 14 Gegenstimmen und acht Enthaltungen bei einer Abstimmung.
Am 11. März wird die internationalen Konvention über das Verbot der Entwicklung, Herstellung und Lagerung bakteriologischer und toxischer Waffen sowie deren Vernichtung durch DDR-Außenminister Otto Winzer in Moskau unterzeichnet.
Am 27./28. April findet die 5. Tagung des ZK der SED statt. Es wird ein gemeinsamer Beschluss des ZK, des Bundesvorstandes des FDGB und des Ministerrates über sozialpolitische Maßnahmen, unter anderem Erhöhung der Mindestrenten und teilweise Mietpreissenkungen für Neubauwohnungen gefasst.
Am 12. Mai wird zwischen der DDR und der SR Rumänien der Vertrag über Freundschaft, Zusammenarbeit und gegenseitigen Beistand unterzeichnet.
Am 3. Juni tritt das Transitabkommen zwischen den beiden deutschen Staaten in Kraft.
Am 23. Juni werden Maßnahmen zur Förderung des Wohnungsbaus durch das ZK der SED und den Ministerrat beschlossen.
Am 6. und 7. Juli findet die 6. Tagung des ZK der SED statt. „Weite und Vielfalt“ in der Kulturpolitik werden diskutiert, eine Kommission zur Überarbeitung des Parteiprogramms und des Statuts der SED wird eingesetzt und ein Beschluss über die Verstaatlichung von privaten Unternehmen und Betrieben mit staatlicher Beteiligung wird gefasst.
Bei den Olympischen Sommerspielen in München vom 26. August bis zum 11. September erreicht die DDR in der inoffiziellen Medaillenwertung den dritten Platz.
Am 6. Oktober wird eine umfangreiche Amnestie für politische und kriminelle Straftäter durch den Staatsrat der DDR beschlossen. Es werden mehr als 30.000 Personen entlassen, etwa 2000 dürfen in den Westen ausreisen.
Am 16. Oktober wird der Ministerrat als Regierungsorgan gegenüber dem Staatsrat durch ein entsprechendes Gesetz der Volkskammer aufgewertet.
Am 24. November tritt die DDR der UNESCO bei.
In der Zeit vom 7. bis 28. Dezember nimmt die DDR diplomatische Beziehungen zu etwa 15 Staaten auf, als erste westliche europäische Länder die Schweiz (20.12.), Österreich (21.12.) und Belgien (28.12.).
Am 13. Dezember wird die DDR Mitglied in der Wirtschaftskommission für Europa der UNO (ECE).
Am 21. Dezember wird der Grundlagenvertrag zwischen der DDR und der Bundesrepublik Deutschland unterzeichnet. Damit wird die DDR im Wesentlichen als souveräner Staat (mit Ausnahme des Staatsbürgerschaftsrechts) von der Bundesrepublik anerkannt. Es werden Ständige Botschaften in Bonn und Ost-Berlin eingerichtet.

## 1973
In der Zeit vom 5. bis 22. Januar nehmen weitere 13 Staaten (darunter Spanien, Italien und die Niederlande) diplomatische Beziehungen zur DDR auf.
Kurt Hager, Sekretär des ZK der SED, wendet sich am 26. Januar auf einer Tagung der Präsidien des Kulturbundes, der Künstlerverbände und der Akademie der Künste der DDR gegen die These von einer einheitlichen deutschen Kulturnation und betont die Herausbildung einer sozialistischen Kultur der DDR.
Am 2. Februar tritt die DDR dem Wiener Übereinkommen über diplomatische Beziehungen bei.
Die NATO-Staaten Frankreich und Großbritannien nehmen am 9. Februar diplomatische Beziehungen zur DDR auf.
Am 1. März wird die Verordnung des Ministerrates über die Tätigkeit ausländischer Publikationsorgane und ihrer Korrespondenten in der DDR veröffentlicht.
In der Zeit vom 5. bis 7. März werden Korrespondenten der ARD, des ZDF sowie von Zeitungen und Zeitschriften aus der Bundesrepublik in der DDR akkreditiert.
Die DDR lehnt am 8. März Wiedergutmachungszahlungen an Israel in jeder Form ab.
Am 14./15. März trifft sich in Düsseldorf eine Delegation des FDGB mit Vertretern des DGB.
Japan nimmt am 15. April diplomatische Beziehungen zur DDR auf.
Am 30. und 31. Mai findet ein Treffen der Bundestagsfraktionvorsitzenden Herbert Wehner (SPD) und Wolfgang Mischnick (FDP) mit Erich Honecker statt.
Der Vertrag über die Grundlagen der Beziehungen zwischen der DDR und der Bundesrepublik Deutschland (Grundlagenvertrag) tritt am 21. Juni in Kraft.
Eine Einigung der Sportverbände DTSB und DSB über innerdeutsche Sportbeziehungen scheitert am 2. Juli an der Frage der Einbeziehung West-Berlins.
Vom 28. Juli bis 5. August finden in Ost-Berlin die X. Weltfestspiele der Jugend und Studenten statt.
Das Bundesverfassungsgericht entscheidet am 31. Juli, dass der Grundlagenvertrag mit dem Grundgesetz vereinbar ist.
Am 1. August stirbt Walter Ulbricht (1893–1973) in Ost-Berlin.
Die DDR und die Bundesrepublik Deutschland werden am 18. September Mitglied der UNO. Auf der 10. Tagung des ZK der SED am 2. Oktober wird über ein Wohnungsbauprogramm für die Jahre 1976–1990 beraten.
In der Nachfolge von Walter Ulbricht wird am 3. Oktober Willi Stoph von der Volkskammer zum Vorsitzenden des Staatsrates der DDR gewählt. Horst Sindermann wird Vorsitzender des Ministerrates.
Am 5. November wird eine Verdopplung des Mindestumtausches durch die DDR verkündet. Besucher aus „nichtsozialistischen Staaten und West-Berlin“ müssen ab dem 15. November beim Besuch der DDR 20 DM und beim Besuch Ost-Berlins 10 DM zum Kurs 1:1 in Mark der DDR umtauschen.
Vom 14. bis 16. November findet der VII. Schriftstellerkongreß der DDR in Ost-Berlin statt. Er ist gekennzeichnet von einem Bemühen der Autoren, nach dem Liberalisierungsprozess unter Erich Honecker ihre Möglichkeiten auszuloten.

## 1974

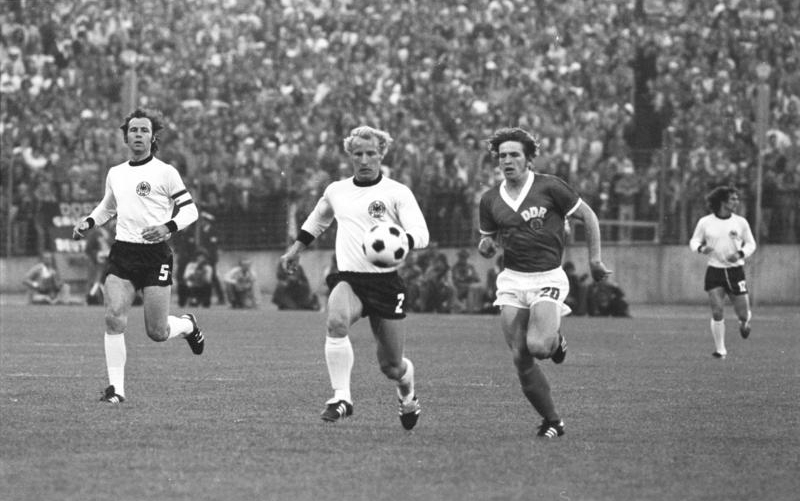
Fußballländerspiel DDR-Bundesrepublik Deutschland

Das Jahr 1974 ist gekennzeichnet durch die Aufnahme diplomatischer Beziehungen mit weiteren Ländern, darunter zu den USA. Ein Tiefpunkt der deutsch-deutschen Beziehungen ist die Enttarnung des MfS-Agenten Günter Guillaume, der mehrere Jahre persönlicher Referent von Bundeskanzler Willy Brandt gewesen war.
Bei der Fußball-Weltmeisterschaft schlägt die DDR-Nationalmannschaft überraschend die Auswahl des Gastgeberlandes Bundesrepublik Deutschland.
Ab dem 1. Januar müssen Kraftfahrzeuge der DDR das Kfz-Kennzeichen „DDR“ statt bisher „D“ führen.
Am 1. Januar wird die DDR Mitglied der Internationalen Arbeitsorganisation (ILO).
Am 28. Januar wird das 3. Jugendgesetz der DDR von der Volkskammer verabschiedet.
Am 25. April wird der Mitarbeiter des Ministeriums für Staatssicherheit Günter Guillaume in der Bundesrepublik festgenommen. Er hatte mehrere Jahre als persönlicher Referent von Bundeskanzler Willy Brandt wichtige Informationen an die DDR weitergeleitet. Willy Brandt tritt deshalb wenige Zeit später als Bundeskanzler zurück.
Am 30. April gibt es einen gemeinsamen Beschluss des SED-Politbüros, des Ministerrates und des FDGB-Bundesvorstandes über weitere Maßnahmen zur Durchführung des sozialpolitischen Programms, unter anderem eine Erhöhung des jährlichen Mindesturlaubes.
Am 2. Mai werden die Ständigen Vertretungen der DDR bzw. der Bundesrepublik in Bonn und Ost-Berlin eröffnet. Ständiger Vertreter der Bundesrepublik Deutschland in der DDR wird Günter Gaus, Ständiger Vertreter der DDR in der Bundesrepublik Deutschland Michael Kohl.
Am 20. Juni protestiert das DDR-Außenministerium gegen die Entscheidung der Bundesrepublik, eine bundesdeutsche Behörde (das Umweltbundesamt) nach West-Berlin zu verlegen, da dieses dem Vier-Mächte-Status der Stadt widerspräche.
Am 22. Juni schlägt die Fußballnationalmannschaft der DDR die Auswahl der Bundesrepublik im Hamburger Volksparkstadion mit 1:0. Sie beendet die Fußball-Weltmeisterschaft als fünft- bzw. sechstbeste Mannschaft.
Am 29. Juni trifft die Grenzkommission zwischen der Bundesrepublik und der DDR eine Vereinbarung über den Grenzverlauf und den Fischfang in der Lübecker Bucht.
Am 4. September nehmen die USA und die DDR diplomatische Beziehungen auf.
Seit dem 14. September gibt die Staatsbank der DDR neue Banknoten aus.
Am 27. September beschließt die Volkskammer das „Gesetz zur Ergänzung und Änderung der Verfassung der Deutschen Demokratischen Republik vom 7. Oktober 1974“. Alle Bezüge auf die „deutsche Nation“ werden gestrichen, ein neues Gerichtsverfassungsgesetz wird erlassen und es kommt zu einer personellen Umbesetzung des Ministerrates.
Seit dem 15. November wird der Mindestumtausch für Besucher aus der Bundesrepublik und West-Berlin in die DDR von 20 auf 13 DM beziehungsweise von 10 auf 6,50 DM (ermäßigt) gesenkt. Ab dem 20. Dezember entfällt er für Kinder und Jugendliche unter 16 Jahren und Rentner völlig.
Am 17. November wenden sich die katholischen Bischöfe der DDR in einem Hirtenbrief gegen das staatliche Erziehungsmonopol.
Am 11. und 12. Dezember wird ein Abkommen über die Verbringung von Abfall von West-Berlin in die DDR geschlossen.
Am 12. Dezember wird ein Abkommen über die Fortführung der Swing-Regelung im innerdeutschen Handel für den Zeitraum 1976–1981 (Höchstgrenze 850 Mio. DM) abgeschlossen.

## 1975
Oskar Fischer wird nach dem Rücktritt Otto Winzers am 20. Januar neuer Außenminister der DDR.
Am 26. Juli wird eine Vereinbarung über die Koordinierung der Volkswirtschaftspläne der UdSSR und der DDR für den Zeitraum 1976–1980 geschlossen.
Vom 30. Juli bis zum 1. August findet das KSZE-Gipfeltreffen in Helsinki statt. Es kommt am 1. August nach zweijährigen Verhandlungen zur Unterzeichnung der Schlussakte von Helsinki. Zu den Unterzeichnern gehören die Bundesrepublik Deutschland und die DDR. Am Rande der Konferenz treffen sich Bundeskanzler Helmut Schmidt und Erich Honecker.
Die Volkskammer verabschiedet am 16. September das neue Zivilgesetzbuch (ZGB).
Auf der UNO-Vollversammlung am 24. September in New York bringen die Außenminister der DDR und der Bundesrepublik Deutschland die unterschiedlichen Standpunkte ihrer Regierungen zur deutschen Frage zum Ausdruck.
Leonid Breschnew und Erich Honecker unterzeichnen am 7. Oktober in Moskau einen neuen „Vertrag über Freundschaft, Zusammenarbeit und gegenseitigen Beistand“ zwischen der UdSSR und der DDR.
Die Regierung der DDR und der Senat von West-Berlin treffen am 29. Oktober eine Übereinkunft über gegenseitige Hilfeleistung bei Unglücksfällen in Grenzgewässern.
Günter Guillaume und seine Ehefrau Christel Guillaume werden am 15. Dezember wegen Spionage für die DDR zu 13 bzw. acht Jahren Haft verurteilt.
Am 19. Dezember kommt es zu einer Vereinbarung zwischen der DDR und der Bundesrepublik Deutschland über den Ausbau der Transitstrecken nach Berlin.

## 1976

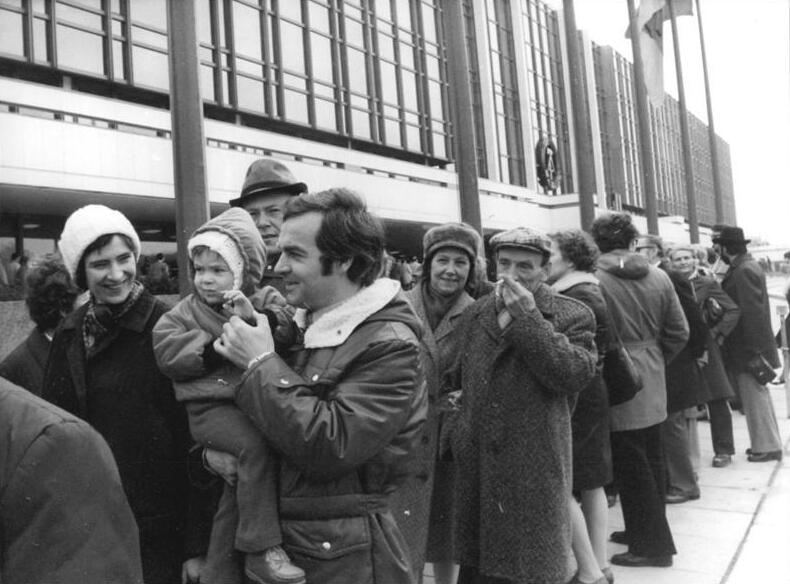
Wartende Menschen am Eröffnungstag des Palastes der Republik

Vom 4. bis 15. Februar finden die Olympischen Winterspiele in Innsbruck statt. Die DDR wird dort wieder zweitbeste Mannschaft.
Ein Post- und Fernmeldeabkommen zwischen der Bundesrepublik Deutschland und der DDR wird am 30. März unterzeichnet.
Am 23. April wird der Palast der Republik am Marx-Engels-Platz im Zentrum von Ost-Berlin eröffnet.
Ein Konsularabkommen zwischen der DDR und Großbritannien wird am 4. Mai in Ost-Berlin unterzeichnet.
Vom 18. bis 22. Mai tagt der IX. Parteitag der SED im Palast der Republik. Die Delegierten beschließen ein neues Programm und ein verändertes Statut. Erich Honecker nimmt den Titel „Generalsekretär“ an.
Das ZK der SED, der Bundesvorstand des FDGB und der Ministerrat beschließen am 27. Mai gemeinsam über weitere sozialpolitische Maßnahmen. Unter anderem werden die Mindestlöhne und die Mindestrenten erhöht und Maßnahmen zur Förderung berufstätiger Mütter getroffen.
Am 24. Juni beschließt die Volkskammer, alle Volksvertretungen künftig für die Dauer von fünf statt wie bisher vier Jahren zu wählen. Das aktive und passive Wahlalter sinkt von 21 auf 18 Jahre.
Am 29./30. Juni findet in Ost-Berlin eine Konferenz der kommunistischen Arbeiterparteien Europas statt. Unter den 29 teilnehmenden Parteien befinden sich auch die italienische und die spanische kommunistische Partei, die für den Eurokommunismus eintreten. Das Neue Deutschland, die Parteizeitung der SED, druckt ihre Stellungnahmen im Wortlaut ab.
Der Rat für gegenseitige Wirtschaftshilfe (RGW) hält vom 7. bis 9. Juli seine 30. Tagung in Ost-Berlin ab. Es werden unter anderem die Beziehungen zur EWG beraten.
Am 10. Juli bildet sich in Riesa auf Initiative des Arztes Karl Heinz Nitschke eine „Bürgerrechtsinitiative“, die unter Berufung auf die Menschenrechte und die KSZE-Schlussakte die Erteilung von Ausreisegenehmigungen fordert.
Bei den Olympischen Sommerspielen vom 17. Juli bis 1. August in Montreal belegt die DDR in der inoffiziellen Medaillenwertung hinter der UdSSR und vor den USA den zweiten, die Bundesrepublik Deutschland den vierten Platz.
Pfarrer Oskar Brüsewitz zündet sich am 18. August als Fanal auf dem Platz vor der Michaeliskirche in Zeitz an und klagt die DDR-Schulpolitik an. Nachdem die SED ihn öffentlich diffamiert, kommt es zu Solidaritätsbekundungen innerhalb und außerhalb der Kirchen (u. a. Bettina Wegner und Wolf Biermann).
Bei den Wahlen zur Volkskammer und zu den Bezirkstagen am 17. Oktober stimmen laut offiziellen Angaben 99,86 % für die Einheitsliste der Nationalen Front.
Am 26. Oktober wird die Berliner Ordinarienkonferenz durch Dekret des Heiligen Stuhls zu einer von der Fuldaer Bischofskonferenz unabhängigen Berliner Bischofskonferenz.
Die konstituierende Sitzung der Volkskammer wählt am 29. Oktober Willi Stoph zum neuen Vorsitzenden des Ministerrates und Erich Honecker zum Vorsitzenden des Nationalen Verteidigungsrates. Gleichzeitig löst Honecker Stoph als Vorsitzender des Staatsrates ab. Horst Sindermann wird Präsident der Volkskammer.
Am 16. November wird der Liedermacher Wolf Biermann ausgebürgert. Er befindet sich gerade auf einer Konzertreise durch die Bundesrepublik Deutschland, als ihm die Rückkehr in die DDR untersagt wird. Bis zum 21. November solidarisieren sich zahlreiche DDR-Intellektuelle mit Biermann. Es kommt zu Verhaftungen (u. a. Jürgen Fuchs). In der DDR-Presse werden Zustimmungserklärungen zu Biermanns Ausbürgerung abgedruckt.
Am 26. November wird Robert Havemann unter Hausarrest gestellt.

## 1977
Die 5. Tagung des ZK der SED berät am 17./18. März über Wirtschaftspolitik und fasst einen Beschluss zur Entwicklung des Bauwesens.
Am 14. April siedelt der Schriftsteller Reiner Kunze nach Restriktionen gegen ihn nach der Biermann-Ausbürgerung in die Bundesrepublik Deutschland über. Weitere Autoren und Künstler folgen in den nächsten Monaten.
Am 16. Juni verabschiedet die Volkskammer ein neues Arbeitsgesetzbuch (AGB).
Am 23. August wird der Regimekritiker Rudolf Bahro nach der Veröffentlichung eines Auszugs aus seinem Buch „Die Alternative“ im westdeutschen Nachrichtenmagazin Der Spiegel verhaftet.
Am 7. Oktober kommt es auf dem Alexanderplatz in Ost-Berlin und in Weimar zu Jugendkrawallen. Dabei kommen drei Menschen zu Tode, davon zwei Bereitschaftspolizisten. In Weimar werden mehrere Jugendliche verhaftet.
Am 20. Dezember wird der Ausbau der Autobahn zwischen den Grenzkontrollstellen Helmstedt (BR Deutschland) und Marienborn (DDR) vereinbart.

## 1978

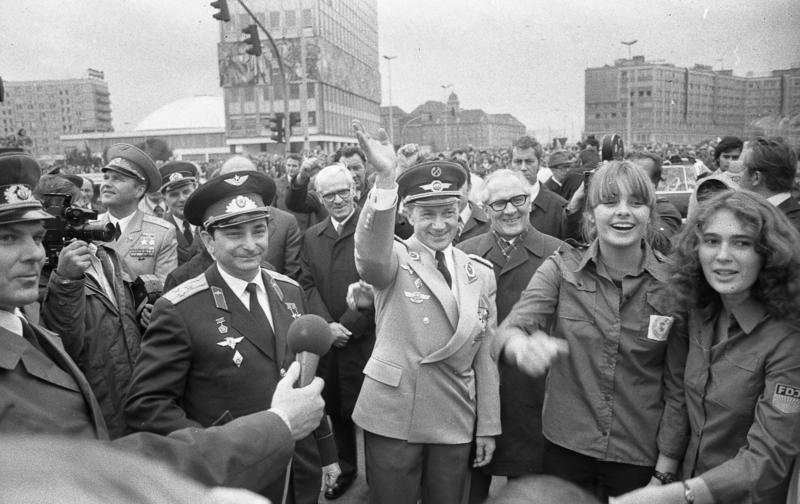
Kosmonauten Sigmund Jähn und Waleri Bykowski in Berlin

Das bundesdeutsche Nachrichtenmagazin „Der Spiegel“ veröffentlicht am 2. Januar den ersten Teil eines „Manifests des Bundes der demokratischen Kommunisten Deutschlands“. Die DDR-Behörden schließen daraufhin das „Spiegel“-Büro in Ost-Berlin.
Am 6. März führt Erich Honecker ein Gespräch mit dem Vorstand der Konferenz der Evangelischen Kirchenleitungen in der DDR unter der Führung von Bischof Albrecht Schönherr.
Am 30. März besucht der österreichische Bundeskanzler Bruno Kreisky als erster westlicher Regierungschef die DDR.
Vom 29. bis 31. Mai findet der VIII. Schriftstellerkongreß der DDR in Ost-Berlin statt. Er verläuft sehr staatsnah nach den Ausschlüssen und Ausreisen vieler Schriftsteller.
Vom 5. bis 8. Juni besucht eine Staatsdelegation der DDR Paris. Es werden Gespräche über beiderseitige Wirtschaftsbeziehungen geführt.
Am 7. Juni empfängt Erich Honecker eine Delegation der PLO unter der Leitung von Jassir Arafat.
Am 25. Juni ergeht ein bischöfliches Rundschreiben an die Gemeinden mit kritischen Bemerkungen zur Einführung des Wehrkundeunterrichtes an den DDR-Schulen.
Am 30. Juni wird der Regimekritiker Rudolf Bahro wegen angeblicher „geheimdienstlicher Verbindungsaufnahme“ zu acht Jahren Freiheitsentzug verurteilt.
Am 26. August startet der Kosmonaut Sigmund Jähn an der Seite von Waleri Bykowski an Bord des sowjetischen Raumschiffs „Sojus 31“ in das Weltall. Er wird als „erster Deutscher im All“ in der DDR gefeiert.
Am 1. September wird der Wehrkundeunterricht in den 9. und 10. Klassen eingeführt. Dagegen gibt es Protest, vor allem von kirchlicher Seite. Nur wenige Schüler verweigern eine Teilnahme.
Am 13. Oktober verabschiedet die Volkskammer ein neues Gesetz über die Landesverteidigung.
Am 26. und 27. Oktober besucht Außenminister Oskar Fischer Italien. Es wird ein Abkommen über wissenschaftlich-technische Zusammenarbeit geschlossen.
Am 16. Dezember wird der Bau einer Autobahn Berlin–Hamburg, die Instandhaltung der Transitwasserstraße nach West-Berlin und die Wiedereröffnung des Teltowkanals beschlossen.

## 1979
Das Jahr 1979 ist durch die zwiespältige Außen- und Innenpolitik der DDR gekennzeichnet. Einerseits werden weitere Vereinbarungen mit der Bundesrepublik getroffen und eine allgemeine Amnestie erlassen, andererseits werden das politische Strafrecht und die Bestimmungen für ausländische Korrespondenten verschärft und neun kritische Autoren aus dem Schriftstellerverband ausgeschlossen. Der neue NATO-Doppelbeschluss wird als erhebliche Bedrohung empfunden. Ein MfS-Offizier und eine NATO-Sekretärin wechseln die Seiten. Über 12.500 Menschen verlassen die DDR in die Bundesrepublik.
Vom 8. bis 12. Januar besucht der
Staatsratsvorsitzender Erich Honecker Indien. Dieses ist sein erster offizielle Staatsbesuch in einem blockfreien Land. Es wird unter anderem ein Abkommen über wirtschaftliche und wissenschaftliche Zusammenarbeit unterzeichnet.
Am 19. Januar kommt der MfS-Oberleutnannt Werner Stiller in die Bundesrepublik. Er ist einer der ranghöchsten Geheimdienstmitarbeiter der DDR, die in den Westen überlaufen. Er gibt viele Einzelheiten über die Strukturen bekannt und enttarnt 14 DDR-Agenten.
Am 30. Januar wird der Bau der Mülldeponie bei Schönberg durch das Politbüro der SED genehmigt. Dort werden in den nächsten Jahren viele Tonnen Abfall aus der Bundesrepublik entsorgt.
Vom 15. bis 24. Februar reist Erich Honecker nach Libyen, Angola, Sambia und Mosambik.
Am 5. März flieht die NATO-Sekretärin Ursel Lorenzen in die DDR. Sie war im Hauptquartier in Brüssel tätig und teilt viele vertrauliche Informationen mit.
Vom 5. bis 8. April besucht UNO-Generalsekretär Kurt Waldheim die DDR.
Am 14. April werden neue Bestimmungen für ausländische Korrespondenten in der DDR bekanntgegeben. Diese müssen seitdem Interviews vorher genehmigen lassen und Reisen außerhalb Ost-Berlins anmelden.
Seit dem 16. April dürfen in den Intershops DDR-Bürger nur noch mit sogenannten Forum-Schecks bezahlen. Diese müssen vorher bei einer DDR-Bank gegen westliche Währungen eingetauscht werden.
Am 14. Mai wird der ZDF-Korrespondent Peter von Loyen aus der DDR ausgewiesen. Er hatte ein Interview mit dem Schriftsteller Stefan Heym geführt, ohne dieses vorher genehmigen zu lassen, wie dieses in den neuen Journalistenverordnungen vorgeschrieben war. Stefan Heym war am 22. April wegen angeblichen Devisenvergehens zu 9000 Mark Strafe verurteilt worden.
Am 20. Mai finden Wahlen zu den Kreistagen, Stadtverordnetenversammlungen, Stadtbezirksversammlungen und Gemeindevertretungen (Kommunalwahlen) in der DDR statt.
Am 1. Juni gibt es die erste Blues-Messe in der Berliner Samariterkirche. Dort können Bluesbands im inoffiziellen Rahmen eines Gottesdienstes auftreten. Die Blues-Messen werden in den nächsten Jahren wichtige Treffpunkte für unangepasste Jugendliche
Vom 1. bis 4. Juni findet ein Nationales Jugendfestival der FDJ in Berlin mit offiziell etwa 700.000 Teilnehmern statt.
Am 7. Juni werden Stefan Heym und weitere acht Autoren ais dem Schriftstellerverband der DDR ausgeschlossen.
Am 28. Juni werden erhebliche Verschärfungen des politischen Strafrechts durch das 2. Strafrechtsänderungsgesetz durch die Volkskammer beschlossen.
Am 1. September veröffentlichen die Leitungen der Evangelischen Kirchen der DDR und der Bundesrepublik eine Erklärung zum 50. Jahrestag des Beginns des Zweiten Weltkrieges. Es ist die erste gemeinsame Erklärung seit der erzwungenen Trennung 1969.
Am 4. September wird ein Konsularvertrag zwischen der DDR und den USA abgeschlossen.
Am 16. September gelingt den Familien Strelzyk und Wetzel aus dem thüringischen Pößneck eine spektakuläre Flucht aus der DDR mit Hilfe eines selbstgebauten Heißluftballons nach Bayern. 
Am 24. September wird eine allgemeine Amnestie anlässlich des 30. Jahrestages der DDR durch den Staatsrat beschlossen. Am 14. Dezember wird die Anzahl von 21.928 entlassenen Strafgefangenen bekanntgegeben, darunter waren auch der Regimekritiker Rudolf Bahro und Nico Hübner.
Am 28. September werden eine Erhöhung der Renten und Erweiterung der Sozialleistungen durch das ZK der SED, den Ministerrat und den Bundesvorstand des FDGB beschlossen. Diese gelten seit dem 1. Dezember.
Am 7. Oktober wird der 30. Jahrestag der DDR feierlich begangen. Der sowjetische Staats- und Parteichef Leonid Breschnew erklärt dabei den beabsichtigten Abzug von 20.000 Soldaten und 1.000 Panzern aus der DDR.
Am 5. und 6. November treffen sich die Außenminister der Warschauer-Vertrags-Staaten in Ost-Berlin. Sie begrüßen den Abrüstungsvertrag SALT II zwischen der UdSSR und den USA und fordern weitere Schritte.
Am 7. November wird Klaus Gysi neuer Staatssekretär für Kirchenfragen. Dessen Vorgänger Hans Seigewasser war einige Wochen vorher gestorben.
Am 21. November wird eine Pauschale für die Benutzung der Transitstrecken von der Bundesrepublik nach West-Berlin durch das Territorium der DDR in einem Verkehrsabkommen zwischen der DDR und der Bundesrepublik vereinbart. Sie beträgt jährlich 50 Millionen DM und ersetzt die bisherigen Straßenbenutzungsgebühren für jeden einzelnen Transitreisenden.
Am 13. Dezember wird die Erhöhung der Verteidigungsausgaben in der DDR durch das ZK der SED beschlossen. Am 12. Dezember war der NATO-Doppelbeschluss über die Stationierung von atomaren Mittelstreckenraketen in Westeuropa in Brüssel verabschiedet worden.
Am 14. Dezember werden fünf wertvolle Gemälde aus dem Schloss Friedensstein in Gotha in Thüringen gestohlen. Sie waren von Renaissancemalern wie Frans Holbein und Peter Brueghel gemalt worden. Dieses ist der bedeutendste Kunstdiebstahl in der DDR. Die Gemälde tauchen erst 2019 wieder auf und gelangen dann zurück nach Gotha.
Am 21. Dezember wird ein Veterinärabkommen zwischen der DDR und der Bundesrepublik unterzeichnet.

## 1980
Am 1. Januar wird die DDR nichtständiges Mitglied des UNO-Sicherheitsrates für zwei Jahre.
Am 1. Januar entbindet die Einführung der Transitpauschale in Höhe von 50 Millionen D-Mark jährlich Bundesbürger und West-Berliner von den bisherigen Straßenbenutzungsgebühren bei Transitreisen durch die DDR.
Am 30. Januar wird der für Februar/März geplante Besuch Bundeskanzler Helmut Schmidts in der DDR in beiderseitigem Einverständnis verschoben. Grund dafür ist die sowjetische Intervention in Afghanistan.
Am 30. April wird die 3. Rahmenvereinbarung über Verkehrsfragen zwischen der Bundesrepublik Deutschland und der DDR in Ost-Berlin unterzeichnet.
Am 22. August sagt
Bundeskanzler Helmut Schmidt wieder den geplanten Besuch in der DDR ab, als Grund nennt er die angespannte politische Lage mit Streiks in Polen.
Im September hält Erich Honecker seine Geraer Rede, in der er eine vollständige Anerkennung der DDR-Staatsbürgerschaft durch die Bundesrepublik fordert.
Am 30. Oktober wird der visafreie Verkehr nach Polen auf Wunsch der DDR aufgehoben, als Reaktion auf die Zulassung der Gewerkschaft Solidarność am 31. August.
Vom 11. bis 13. November besucht Erich Honecker Österreich als erstes westliches europäisches Land.